# Ondergronds logistiek systeem
Het onderzoek naar een ondergronds logistiek systeem (OLS) wordt sinds halverwege de jaren 90 in Nederland gestimuleerd met subsidies. Vooral de bloemenveiling in Aalsmeer toonde bijzondere interesse in het project, voor een snelle transportverbinding met Schiphol. Uit haalbaarheidsstudies bleek echter dat de financiële risico's hoog waren en diverse Nederlandse OLS-trajecten kwamen niet verder dan haalbaarheidsstudies. Momenteel wordt er meer onderzoek verricht naar ongehinderd logistiek systeem, een gelijksoortig concept bovengronds.

## OLS in Nederland
In 1996 presenteerde het ministerie van Verkeer en Waterstaat een brochure over Unit Transport per Pijpleiding (UTP). Deze behandelt een ontwerp voor een pijpleiding met een diameter van 2 meter, waarin onbemande transportvoertuigen pakketten van 1,25 x 1,25 x 6,00 meter vervoeren, tussen Schiphol en Aalsmeer, en tussen de havens van Rotterdam en Antwerpen. Later worden er onder meer studies gedaan naar een OLS bij Leiden en Zuid-Limburg. Hier wordt gekeken naar het gebruik van conventionele leidingen, samen met 'leidingen-in-leidingen'.
De laatste jaren zijn echter diverse projecten, zoals dat bij Tilburg en tussen Schiphol en Aalsmeer. Dat werd echter niet ingevoerd vanwege de hoge kosten. In Twente en Limburg (Born) lopen nog onderzoeken naar de toepassing van OLS.

## OLS in de rest van de wereld
Hoewel er in Nederland nog geen ondergronds logistiek systeem gebouwd is, zijn er in andere landen al wel varianten gebouwd.

### Tokio L-Net, Japan
Het L-Net in Tokio is een onbemand, ondergronds distributiesysteem tussen 10 postkantoren, op 50 meter onder het straatniveau. Het bestaat uit een ring voor twee-richtingsverkeer, met een totale lengte van 45,2 kilometer. Het is gebouwd met de DOT-boortechniek (Double-O-Tube). Het netwerk heeft 7 normale en 2 hoofdterminals voor brieven en 1 hoofdterminal voor pakketten. Deze hoofdterminals vormen de verbinding met de inkomende post van buiten Tokio. De stations zijn gesitueerd in 22 meter brede schachten, onder de bovengrondse postkantoren, waar alle faciliteiten in ondergebracht zijn. De post wordt verstuurd in standaard ISOcontainers, die per 8 een trein vormen, die voortgedreven wordt door een LIMmotor. Vanuit veiligheidsoogpunt zit er tussen elke trein een vertraging van minimaal 150 seconden.

### London Post Office Railway
De Post Office Railway in Londen is bedoeld voor vrachtvervoer op de korte en middellange afstand en maakt gebruik van oude posttunnels, die sinds de jaren 20 door de Britse post gebruikt worden. Deze tunnels zijn 2 meter breed en 2 meter hoog, de (onbemande) voertuigen die erdoorheen rijden zijn 1,5 x 1,5 x 4,5 meter groot. Er kunnen 4 gewone of 5 EURO-pallets op. De voertuigen communiceren met elkaar via infrarood en worden voortgedreven door elektromotoren.